# Cruzeiro Futebol Clube (Rio Grande do Norte)
O Cruzeiro Futebol Clube é um clube de futebol brasileiro com sede em Macaíba, no Rio Grande do Norte.
Popularmente conhecido como o Espantalho do Interior, manda os seus jogos no Estádio José Jorge Maciel, ou simplesmente Campo do Cruzeiro.

## História
O Cruzeiro foi fundado no dia 8 de outubro de 1937, por um grupo de amigos.

## Futebol feminino

### Criação do futebol feminino
Em outubro de 2016, o clube criou uma equipe feminina.

#### Vice-campeonato estadual
Em 2017, o Cruzeiro foi vice-campeão após perder na final para o União, de Extremoz.

#### Bi-campeonato estadual
O Cruzeiro disputou o Campeonato Potiguar Feminino em 2018, sendo declarado campeão do torneio com uma rodada de antecedência, vencendo o Parnamirim por 8 a 0, garantindo vaga no Brasileirão Feminino - Série A2 do ano seguinte, sendo eliminado na fase de grupos.
Em 2019, o Cruzeiro foi bicampeão, após vencer o União nos pênaltis por 4 a 2, após um empate por 1 a 1 no tempo normal, garantindo vaga no Brasileirão Feminino - Série A2 de 2020, ficando em terceiro no seu grupo, eliminado pelo índice técnico.